# Les Borges Blanques
Les Borges Blanques là một đô thị trong tỉnh Lleida, cộng đồng tự trị Cataluña Tây Ban Nha. Đô thị Les Borges Blanques có diện tích là 61,59 ki-lô-mét vuông, dân số năm 2009 là 6049 người với mật độ 98,21 người/km². Đô thị Les Borges Blanques có cự ly 23 km so với tỉnh lỵ Lleida.